# Louise Labé
Louise Labé, född omkring 1522 i Lyon, död den 25 april 1566 i Parcieux, var en fransk poet.
Labé fick en lärd och artistisk uppfostran, gifte sig med en rik repslagare Perrin (även hennes far hade drivit repslageri i stor skala, och hon är känd under namnen "Dame Perrin" och "la belle cordière"). Hon både komponerade och sjöng sina dikter. I sitt hem samlade hon Lyons litterära och eleganta värld, fick givetvis såväl hänförda lovsägare som ursinniga fiender, vilka stridit om hennes eftermäle. Labés till formen antikiserande dikter väcker intresse genom drag av äkta lidelse och rörande svårmod. Oavsett vårdslösa och dunkla ställen är språket anmärkningsvärt rent. Hennes till omfånget ringa Oeuvres (1555; utgiven 1887 av Charles Boy i 2 band med biografi) innehåller 24 sonetter, tre elegier, ett ode till Venus samt Le débat de Folie et d'Amour en särdeles fin, på prosa skriven scen i Olympen.

## På svenska
- Verk av Louise Labé i svensk översättning. litteraturbanken.se